# پیناوالا (استان شرقی)
پیناوالا (به لاتین: Pinnawala) یک منطقهٔ مسکونی در سری‌لانکا است که در استان مرکزی (سری‌لانکا) واقع شده‌است.